# Boris Glumac Slavenski
Boris Glumac Slavenski (Zagreb, 11. veljače 1965. – 27. listopada 2017.), hrvatski slikar i kipar koji je djelovao u Hrvatskoj i Francuskoj.

## Životopis
Studij slikarstva završio je na École nationale supérieure des Beaux-Arts. U Pariz je odselio 1984., a u Zagreb se vratio 2004. Nakon slikarstva od 2010. stvara i izlaže skulpture.
Od 1983. do 2017. imao je dvadesetak samostalnih izložbi od kojih se izdvajaju: Mécénat Pernod - Créteil, jugoslavenski kulturni centar - Pariz, Circulo des Bellas Artes - Madrid, Galerija Klovićevi dvori, Gradec Galerija - Zagreb, Gradska galerija Collegium Artisticum - Sarajevo, Museo d'Arte Contemporanea - Crotone.
Ovisno o razdobljima, svoje radove je potpisivao kao Boris Glumac ili Boris Slavenski.

## Vanjske poveznice
- Hrvatsko društvo likovnih umjetnika
- Boris Slavenski[neaktivna poveznica]